# Nová radnice (Ostrava)

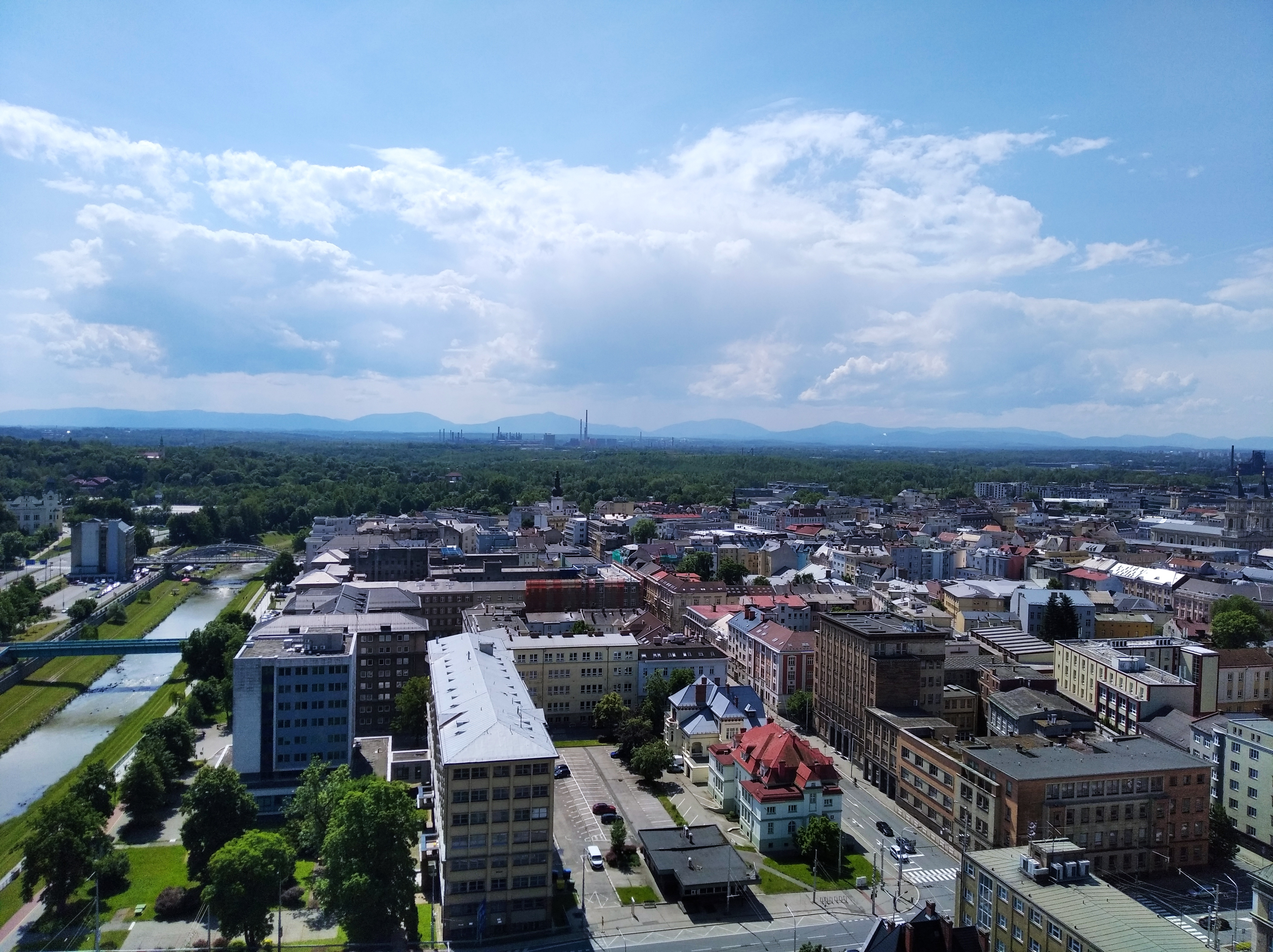
Pohled na jihovýchod Ostravy z radniční věže

Nová radnice je nejznámější stavbou Ostravy. Jedná se o prvorepublikovou dvoukřídlou budovu s vyhlídkovou věží. Stavěla se v letech 1925 až 1930. Vedením stavby byl pověřen tehdy mladý začínající architekt Karel Kotas. Na projektu se mj. podílel i známý brněnský architekt Vladimír Fischer. Budova s celkovými náklady 52 miliónů korun byla slavnostně otevřena dne 28. října 1930 u příležitosti státního svátku Československé republiky. Karel Frič k tomu napsal: 
„Moravská Ostrava měla štěstí, že v době, kdy se rozhodovalo o stavbě její radnice, byli v čele správy města prozíraví mužové, kteří si byli vědomi, že se jedná o monumentální budovu, která nemá sloužiti a vyhovovati jen v nejbližší době, nýbrž má a bude sloužiti také v daleké budoucnosti.“

Od roku 2024 je radnice chráněna jako Národní kulturní památka České republiky.

## Historie
O výstavbě budovy, která nahradí v mnoha ohledech nevyhovující Starou radnici, se uvažovalo již od roku 1912. Pozornost navrhovatelů upoutal nezastavěný prostor u řeky Ostravice, kde se nacházela výletní restaurace Nová střelnice. Vzhledem k uvažované výstavbě policejního ředitelství, národní banky, krajského soudu, ředitelství dolů a jiných staveb mělo dojít k vytvoření nového obchodně-administrativního centra města.
Dne 25. července 1923 správní komise schválila stavební program a vypsala architektonickou soutěž na zpracování projektu. V únoru 1924 pak byl vybrán vítězný projekt architektů Františka Koláře a Jana Rubého. Zatímco severní část byla určena župním úřadům, jižní část měly obsadit kanceláře města. První výkopy byly kvůli soudním tahanicím provedeny až v dubnu 1925.
Původní návrhy počítaly s kamennou budovou i věží, která měla připomínat palác Signorie ve Florencii. Také ostravský „palác Signorie“ měl odkazovat na důstojnost a sebevědomí rychle se rozvíjející Ostravy, která se pod vedením prvního ostravského starosty Jana Prokeše rozrostla o okolní obce a stala se skutečným velkoměstem.
Pro nestabilitu podloží (což je obecně ostravský problém), bylo nakonec přistoupeno na odlehčenou ocelovou konstrukci věže s měděným oplátováním. Věž je vysoká 85,6 metrů. Pod věží je uložena unikátní žebrovaná železobetonová deska, která vyztužuje nejvíce namáhané partie. Věž samotná v době svého vzniku vážila 155 tun a Vítkovickému hornímu a hutnímu těžířstvu bylo zaplaceno 635 tisíc korun. Rychlovýtah ve věži byl ve své době nejvyšší v republice (51 m). Věžní hodiny váží více než půl tuny a jejich ciferník má průměr 350 cm.
Díky 86 m vysoké věži se radnice stala nejvyšší radniční budovou v České republice. Nová radnice je zároveň největší radniční komplex v zemi. Ve věži je informační centrum a možnost vyhlídky z terasy ve výšce 73 m. Věž má dvojí světelnou výzdobu: hrany věže jsou opatřeny světelnými řetězy a samotná věž je zespodu nasvícena reflektory. V pravém křídle budovy stále funguje páternoster, jeden z posledních v Ostravě. Další funkční je k nalezení v protější budově OKD.

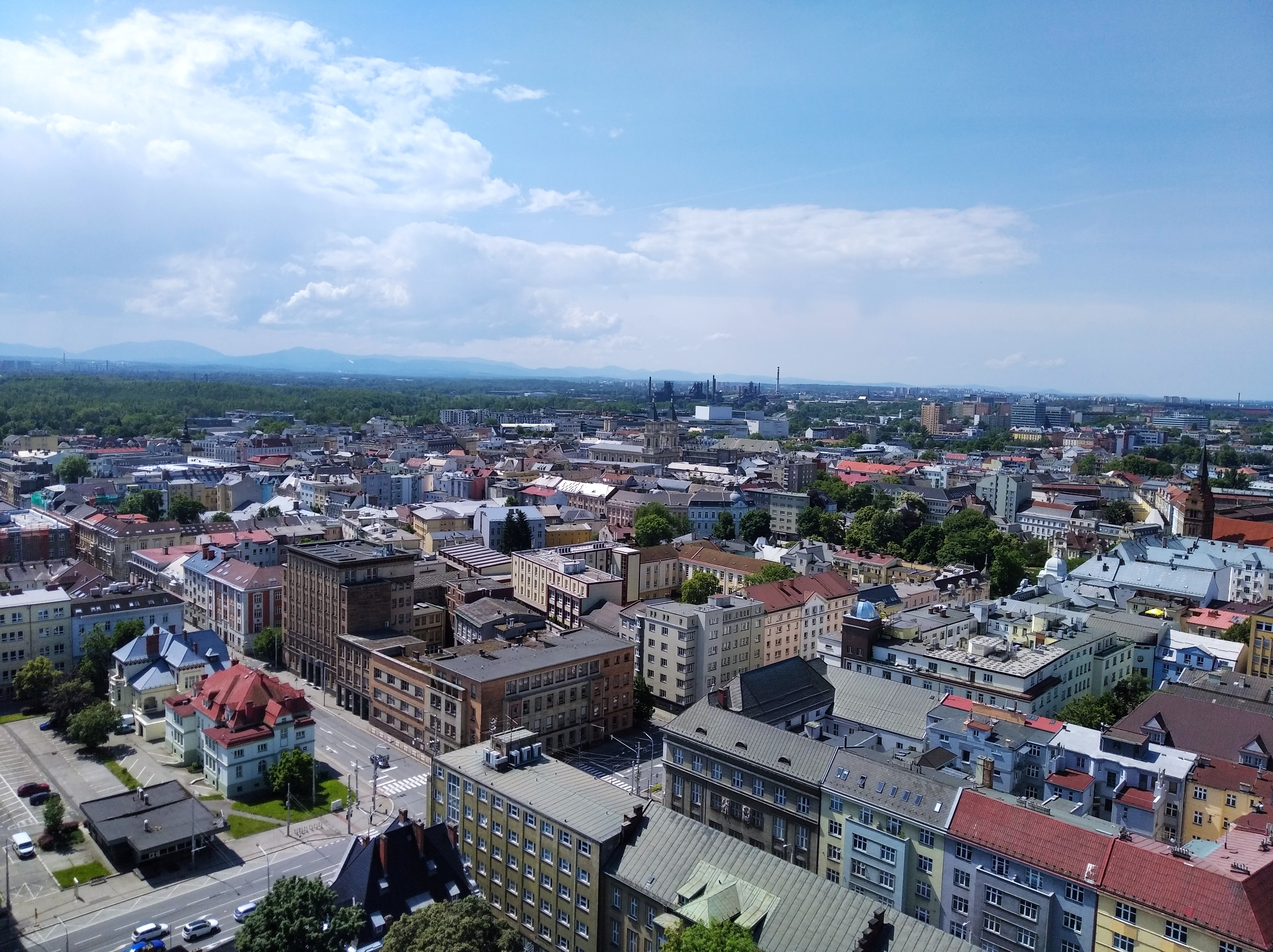
Pohled na Novou Karolinu a Dolní Vítkovice

Vnitřní interiéry jsou obloženy mramorem, mahagonem a jinými vzácnými dřevy. Konstruktivistické průčelí zdobí portikus s šesti půlkruhovitými sloupy nesoucí terasu s pilastry. Čtyři bronzové sochy vysoké 3,2 m od Václava Hynka Macha symbolizují čtyři funkce města: hornictví, obchod, vědu a hutnictví. Radniční foyer je využíván jako výstavní galerie. Nacházela se zde i busta T. G. Masaryka, jejímž autorem je Josef Mařatka. V rámci oprav centrálního Masarykova náměstí byla přesunuta na náměstí.

## Prokešovo náměstí a socha Ikara
1. července 1999 byla na Prokešovo náměstí před radnici umístěna socha Ikara od pražského akademického sochaře Františka Štorka. Měří 3,5 metru a jedná se o třetí největší bronzovou plastiku v České republice. Socha váží asi sedm tun a stojí na žulové kašně s vodotryskem. Podle vedení města socha symbolizuje „vzestupy a pády“, kterými Ostrava prochází. Po instalaci vyvolala řadu rozporuplných reakcí. Část Ostravanů ji dodnes nepřijímá příznivě.
Samotné Prokešovo náměstí bylo původně zamýšleno jako plocha pro stavbu Masarykova pomníku, která se však nikdy neuskutečnila. Proto byl prostor před radnicí pouze vydlážděn, přičemž uprostřed byla travnatá plocha. V letech 1945 až 1948 zde stál první československý tank, který vjel do Ostravy. Ten byl posléze přemístěn k Mostu pionýrů a po výbuchu plynového potrubí 25. listopadu 1976 byl tank přeložen na Slezskou Ostravu k Mostu Miloše Sýkory. Náměstí několikrát změnilo jméno:
- 1930: náměstí Jana Prokeše
- 1939: náměstí Adolfa Hitlera
- 1945: Stalinovo náměstí
- 1961: náměstí VŘSR
- 1989: Prokešovo náměstí

## Fotogalerie

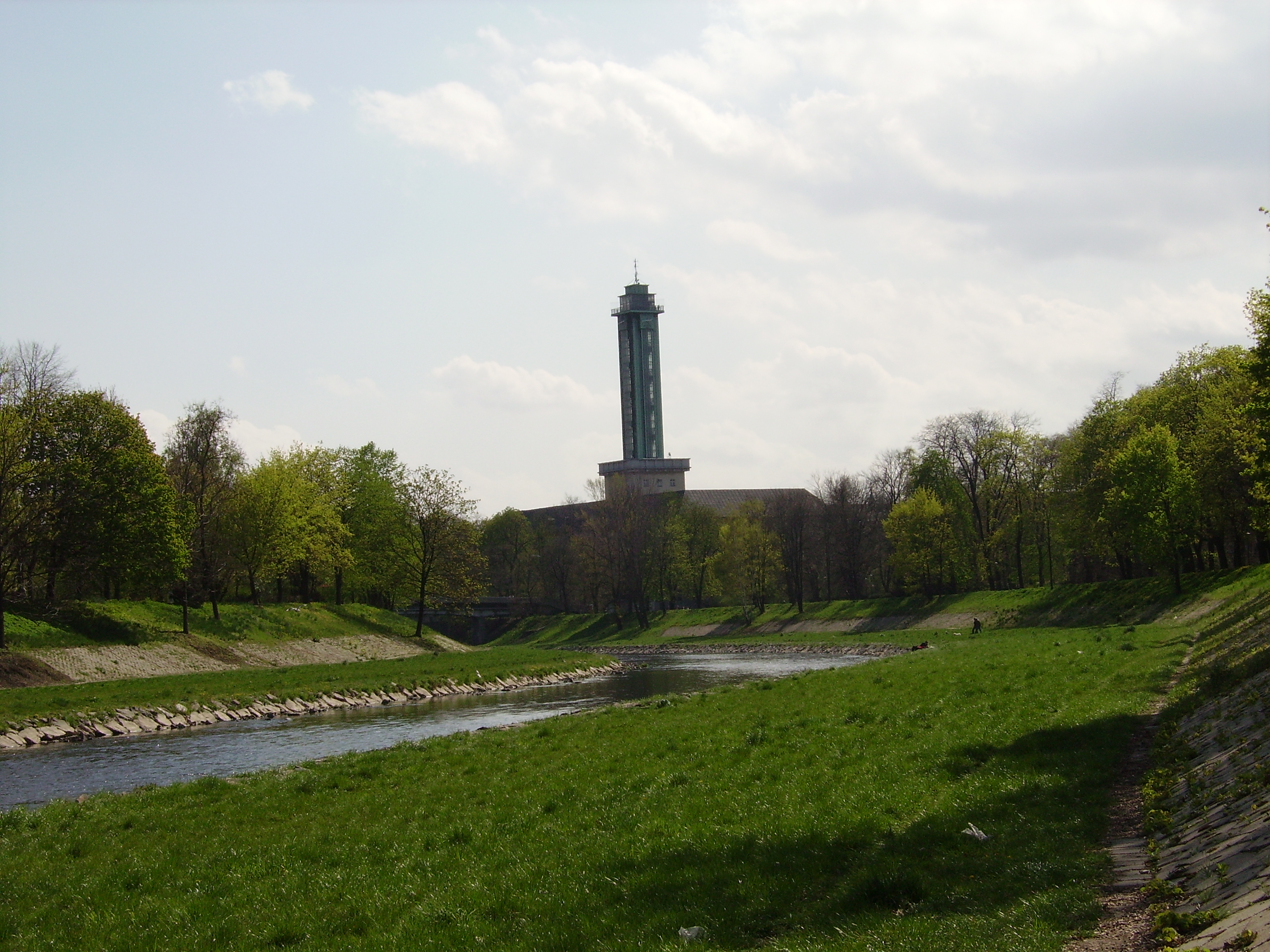
Pohled na Novou radnici od řeky Ostravice
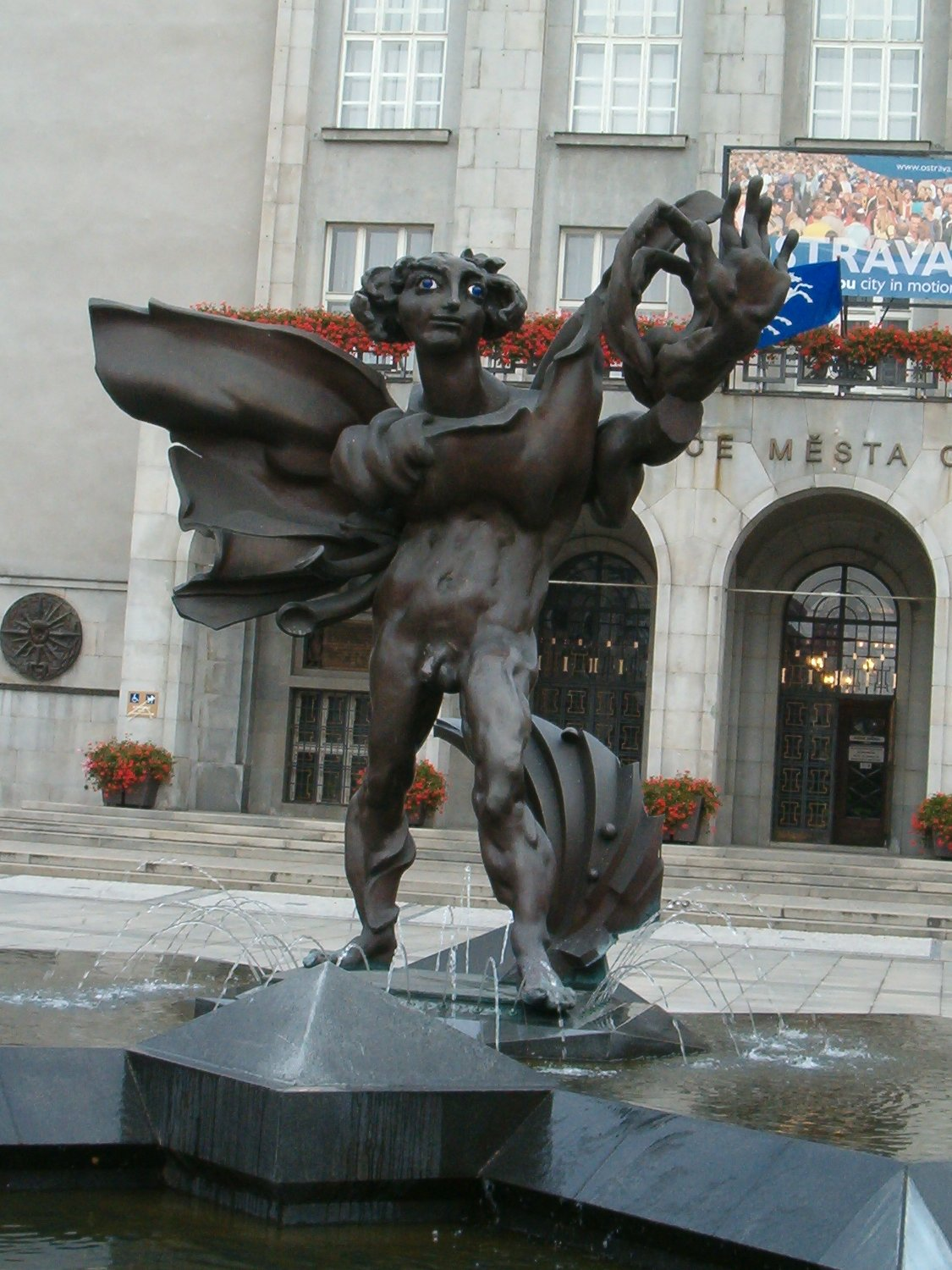
Socha Ikara (15.10.2006)
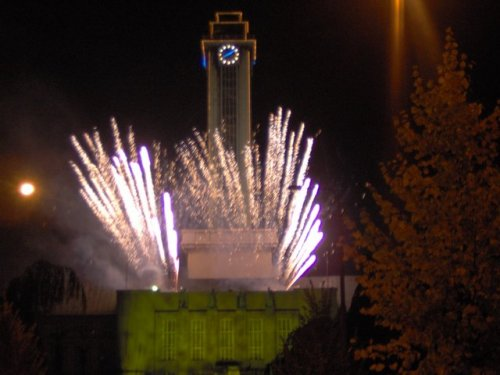
Nová radnice (22.10.2005)
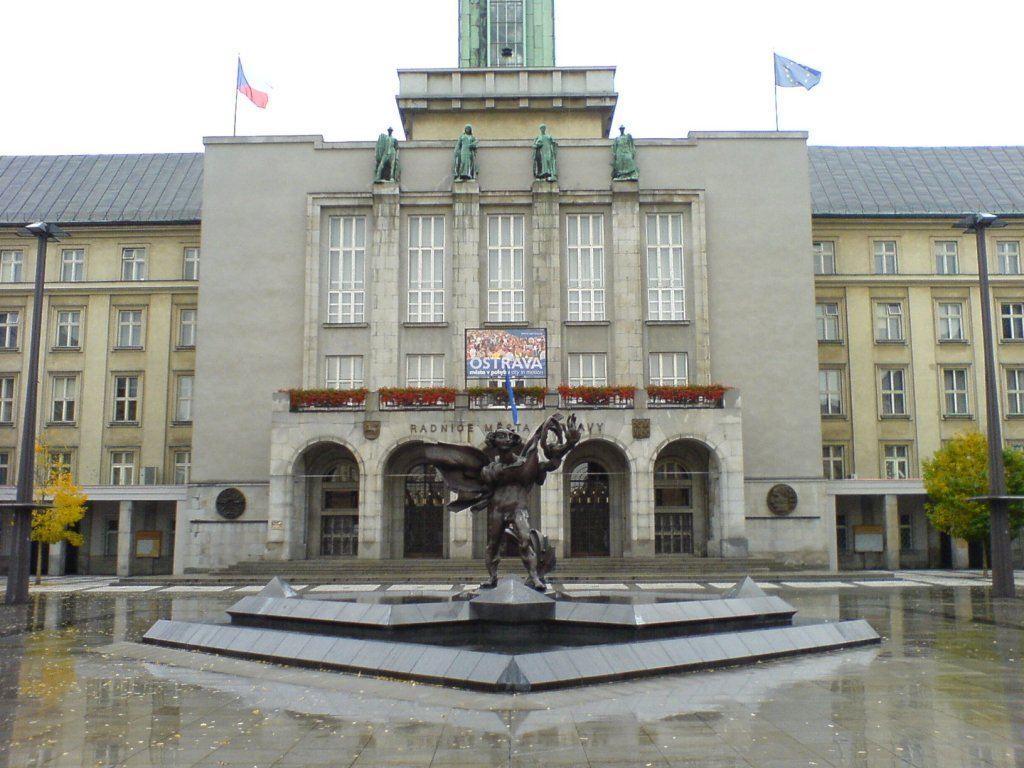
Nová radnice (29.10.2006)
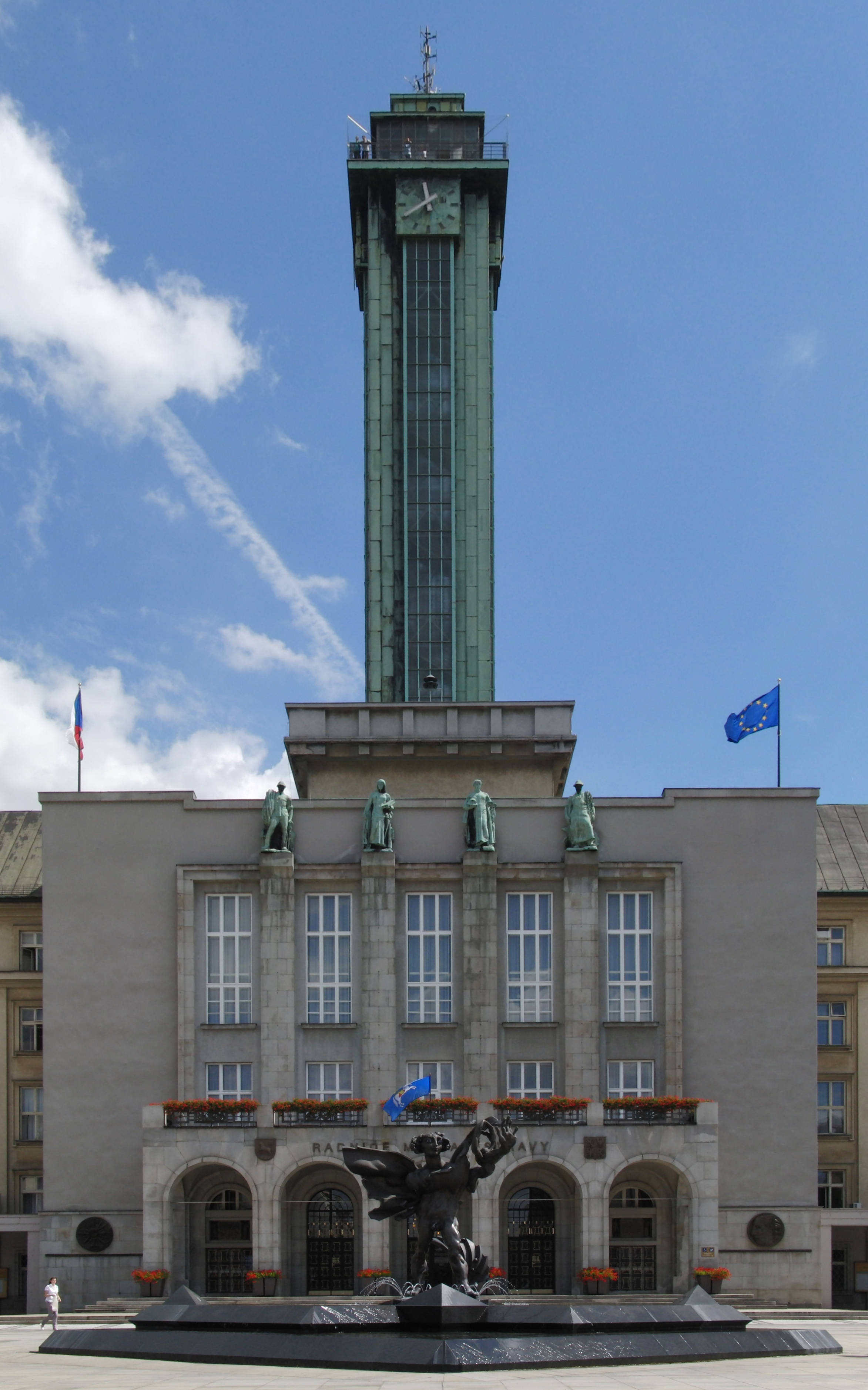
Čelní pohled na hlavní budovu
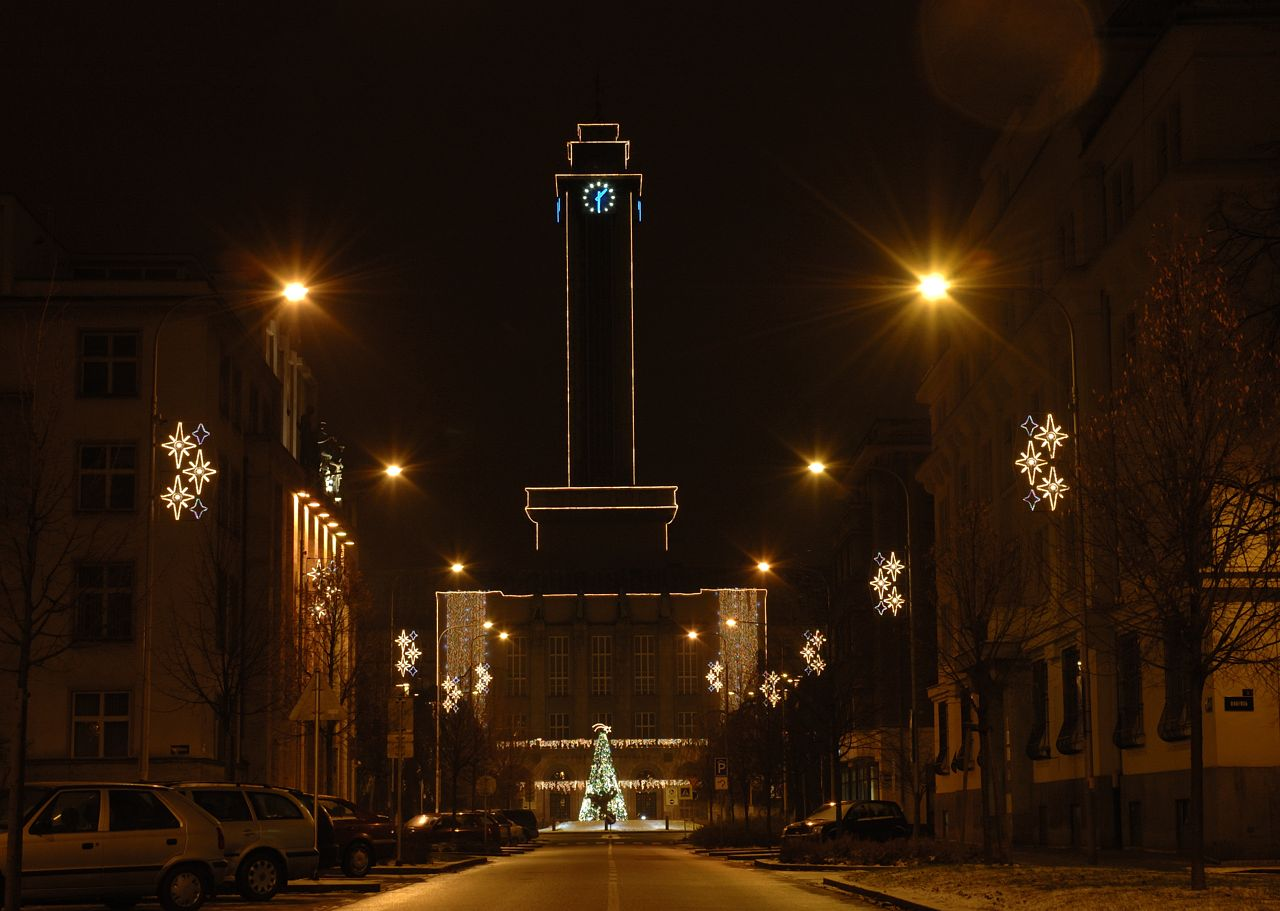
Vánoční výzdoba Nové radnice a Prokešova náměstí
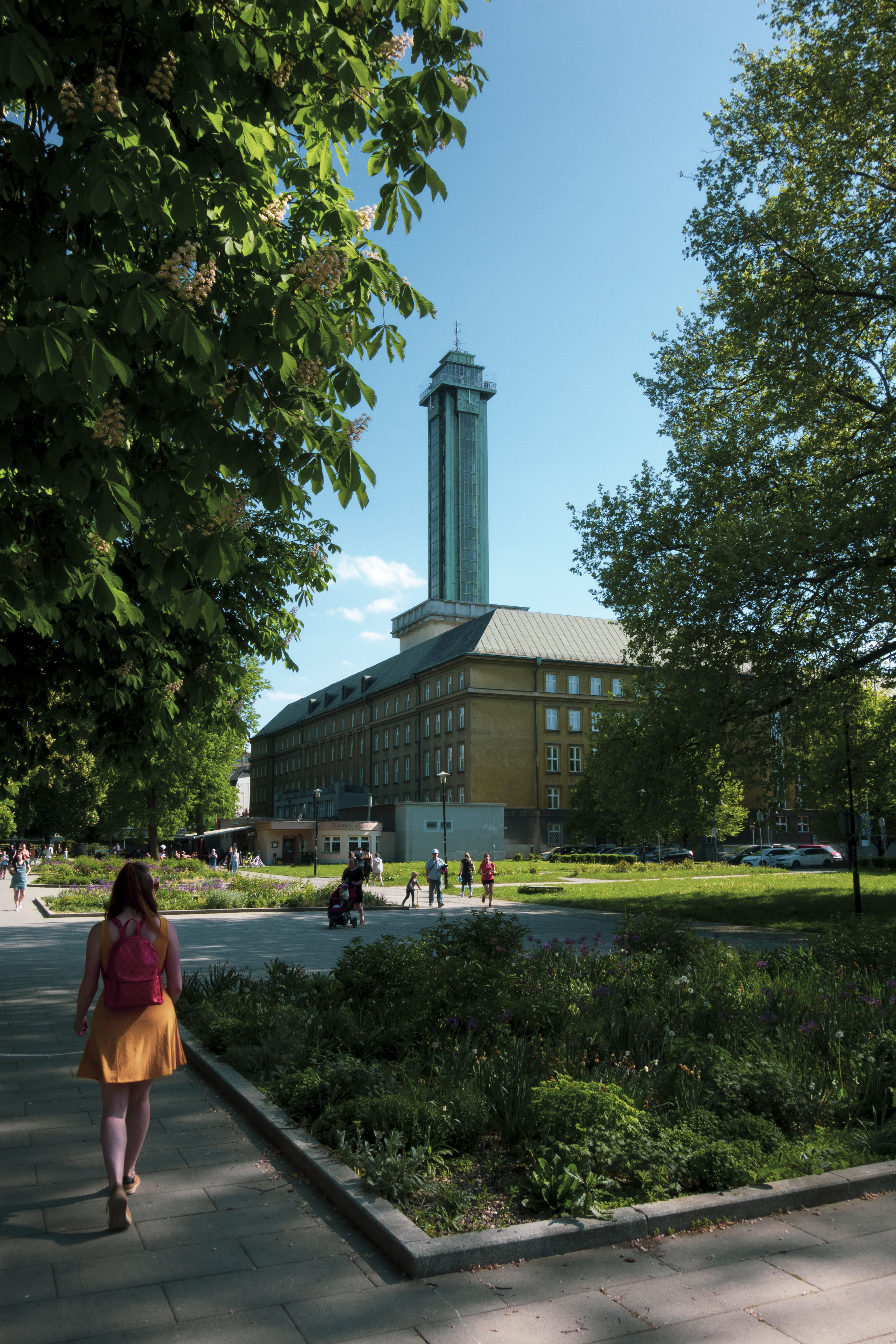
Pohled na Novou radnici z Komenského sadů